# Asphondylia sennae
Asphondylia sennae är en tvåvingeart som beskrevs av Maia och Márcia Souto Couri 1992. Asphondylia sennae ingår i släktet Asphondylia och familjen gallmyggor. Inga underarter finns listade i Catalogue of Life.